# Helen Bickham
Helen Bickham (Manchuria, 9 de junio de 1935) es una artista mexicana (de Eurasia), de padre estadounidense y madre ucraniana. Nació en Harbin. Manchuria (estado títere controlado por el Imperio del Japón), la ciudad más grande y capital de la provincia de Heilongjiang, en la actual República Popular China. Su familia se mudó a EE. UU. durante la Segunda Guerra Mundial. Comenzó a dibujar a la edad de seis años. Su primera exposición fue en 1963, pero personalmente Helen considera 1975 como el inicio de su carrera como profesional.
Vivió en Europa por un tiempo, y se estableció en México en 1962, después de hacer una visita turística y enamorarse del país.
Ha realizado setenta exposiciones individuales, participado en más de 300 colectivas y sido miembro del Salón de la Plástica Mexicana desde 1997. Su obra es figurativa, por lo general usa una o más figuras en uno o más paisajes, se describe como introspectiva, con el objeto de transmitir un sentimiento o estado de ánimo en lugar de una persona u objeto.

## Vida
Helen Bickham nació el 9 de junio de 1935 en Harbin, Manchuria, provincia de Heilonngjiang, en el momento de la ocupación japonesa. Su madre, Nadezna Ivanofnof Rachoak, era de familia ucraniana y su abuelo materno trabajó para el ferrocarril Transiberiano. Su padre, Howard Montgomery, fue un oficial estadounidense de la Marina de los EE. UU. que murió en la Segunda Guerra Mundial cuando Helen Bickham sólo tenía ocho años. Antes de su muerte, su madre y ella salieron de China rumbo a los Estados Unidos y llegaron allí justo antes del ataque a Pearl Harbor.
Helen Bickham creció en diversas partes de EE. UU. como hija única. Ella y su madre tuvieron momentos difíciles y dificultades para adaptarse a la vida en EE. UU. Su madre no hablaba inglés, tuvo que trabajar en trabajos humildes como la costura y quehaceres domésticos, socializando con otros refugiados euroasiáticos que hablaban ruso. De niña Helen pasó mucho tiempo sola en casa porque su madre trabajaba, dedicando muchas horas a la lectura y el dibujo. Atrapada entre dos culturas, como niña, a menudo se encontraba a sí misma como una observadora solitaria, dibujando lo que veía desde los seis años. Recuerda que cuando los niños le pedían que les dibujara cosas ella respondía con la imagen de una "momia", un "doctor”, etc. Y si no le especificaban qué tipo de persona u oficio tenía que dibujar, dibujaba imágenes sin ropa, como muñecas de papel, para añadir más tarde la ropa que deberían de llevar, pero eso escandalizó a una madre, que la llamó "degenerada". La madre de Helen no estaba de acuerdo con que su hija dibujara o se dedicara al arte. Sin embargo, Helen recibió apoyo de la escuela. Mientras estaba en la escuela primaria en Virginia, tuvo permiso de salir de clase para dibujar murales que iban a estar en los pasillos, por lo general con temas como la acción de gracias, realizados sobre papel estraza.

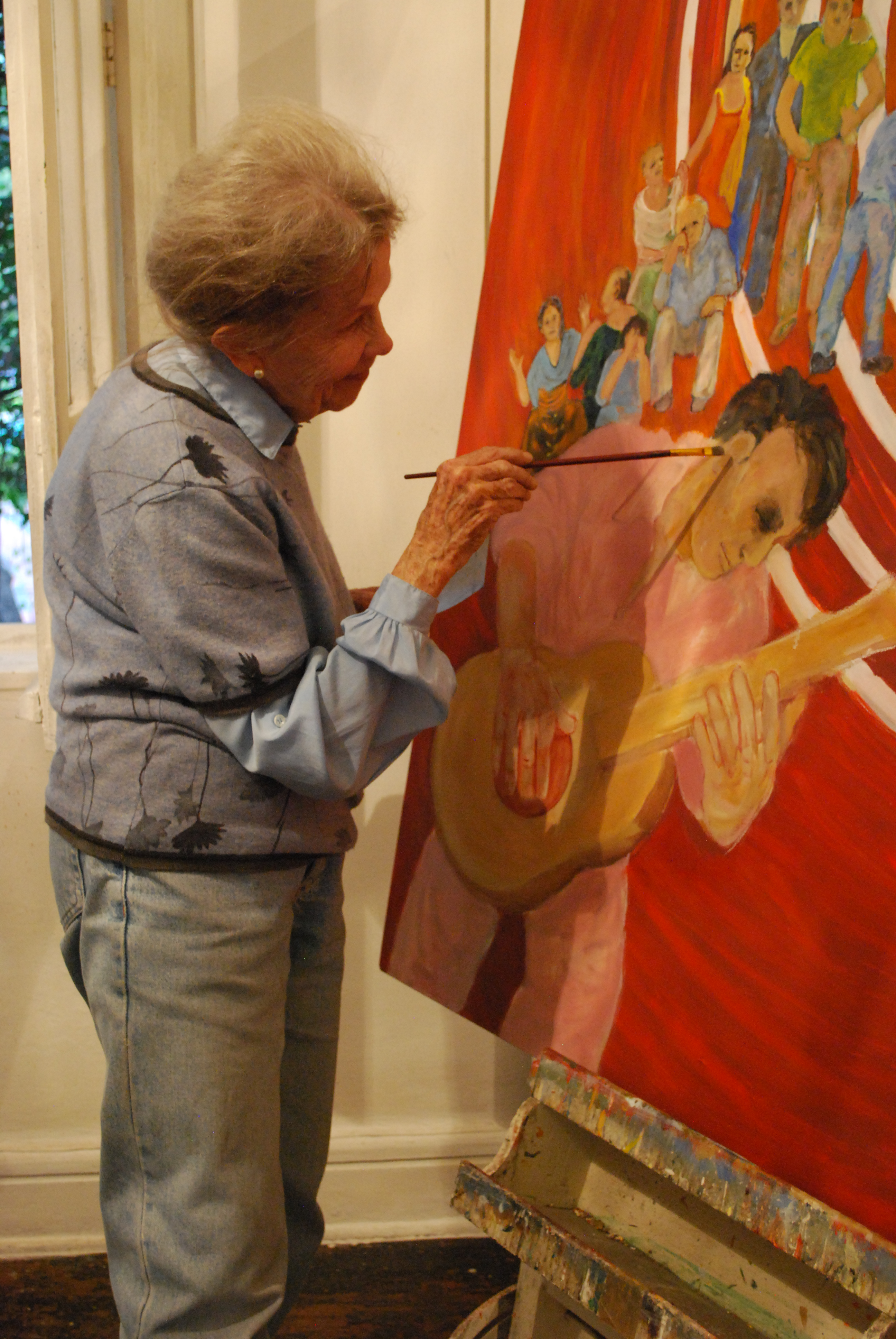
Bickham trabajando en una de sus obras en su estudio

Era una persona muy inquisitiva, no se conformaba con las respuestas que le daban su familia y la iglesia. Aunque su madre y su padrastro creían que la universidad no era apropiada para mujeres, se las arregló para obtener una beca y entrar en la Universidad de California en Berkeley. Las clases que tomó no las hizo por gusto, sino porque alguien decía que eran las más difíciles. Se especializó en la civilización americana porque al ser una inmigrante quería entender las ideas que trajeron los primeros pobladores europeos. No se especializó en arte, aunque tomó una materia, "Apreciación del Arte". En esa materia había un trabajo, de crear una acuarela, su determinación causó que el profesor la llamara una artista. También le pidieron visitar un museo en San Francisco, mas a ella no le gustaba la idea y fue de mala gana. Pero al ver la primera obra original de Édouard Manet, quedó asombrada y regresó a casa feliz a mostrarle el boleto de admisión a su profesor.
Contrajo matrimonio por primera vez a finales de los 50 y tuvo a su primer hijo, Geoffrey, justo antes de que se mudaran a Europa.
Cuando vivió en Florencia, Italia, tuvo una empleada de servicio que era pintora. Helen también tuvo varias oportunidades de ver obras originales de artistas famosos y reconocidos, pasando mucho tiempo en museos por toda Europa: en los museos de Italia, Francia, Alemania, Holanda, Bélgica.
Regresó a EE. UU. donde nació su segundo hijo Brett. Vivió en las afueras de Indianápolis, pintando paisajes y bodegones. Allí conoció al pintor Bill Majors, él vio las acuarelas de Helen y al ver que pintaba usando técnicas de óleos le compró un juego de óleos. En 1962, viaja a México por seis semanas de vacaciones. Durante su estancia en México, una de sus amigas de Indiana metió tres de sus pinturas a un concurso. Y fueron elegidas para entrar en un grupo de 600; las tres obras ganaron premio.
En su estancia en México, se enamoró del país e instantáneamente decidió quedarse permanentemente, queriendo ofrecerles una experiencia bicultural a sus hijos. Ella considera a México su casa porque a pesar de que vivió en EE. UU. y Europa, en México es donde más tiempo ha vivido. Cuando decidió vivir en México era madre soltera con un hijo enfermo que necesitaba cuidados a tiempo completo. Helen no fue una extranjera privilegiada, sin embargo, trabajó dando clases de inglés. Inicialmente vivió en el pequeño pueblo San Lorenzo Acopilco, ubicado en el Municipio de Cuajimalpa de Morelos. Fue difícil para ella debido a que la zona era muy pobre, pero le otorgó el silencio y la paz que necesitaba. Más tarde se mudó a la Ciudad de México por el servicio médico que su hijo necesitaba. Ahí se dedicó a maestra de inglés en “THE GARSIDE SCHOOL” y en el Instituto Politécnico Nacional en Zacatenco.
Durante esos años, Helen continuó pintando, pero pasó de pintar paisajes a pintar personas porque quedó impresionada con las personas que conoció en el país.
La mayor parte de su vida, nunca consideró convertirse en una pintora profesional. Era un hobby, un pasatiempo y una pasión, una manera de expresar sus más íntimos sentimientos. De 1962 a 1975, estuvo ocupada criando a sus hijos y dando clases de inglés. Sin embargo, debido a que ella no tenía mucho capital, asistía a exposiciones en su tiempo libre, conociendo a muchos artistas quienes después de verla varias veces la invitaron a sus casas. Ella renunció en el IPN cuando le negaron el permiso que pidió para ir a Europa por un año para llevar a sus hijos. En Inglaterra, representó a México presentando una carta del reconocido curador Fernando Gamboa para el agregado cultural en la embajada de México en Londres. Helen más tarde fue invitada a exponer en el país como una artista mexicana. Continuó exhibiendo con éxito, tras regresar a México se convirtió en pintora de tiempo completo.
Hoy, Helen vive en la Colonia Roma en la Ciudad de México. Su departamento tiene grandes ventanales desde los que se puede ver la Plaza de las Cibeles con su magnífica fuente, en su departamento se provee de una excelente luz natural. Sus pinturas cubren la mayor parte de sus paredes excepto las de su cuarto debido a que por las noches las bajaba y se ponía a retocarlas. Helen pinta por las mañanas después de levantarse, ya sea al lado de su ventana o en el techo del edificio en el que vive.
Físicamente, de apariencia frágil pero sus ojos han sido descritos como alegres, usualmente se transporta en bicicleta por toda la ciudad.
Afirma tener un gran amor por las personas y la naturaleza. Recuerda durante muchos años lugares y/o personas que la impresionan. Helen ha viajado a una gran parte del mundo; y, cree que existen emociones universales que nos hacen humanos. También cree que es posible un mundo multicultural y multiétnico donde las personas puedan vivir en paz. Sigue muy unida a México, diciendo que la gente tiene una humanidad impresionante en ellos, son capaces de sonreír y ser amables con otros incluso cuando tienen serios problemas económicos. Esto ha sido una influencia en su arte, incluso en una exposición entera en la UNAM nombrada “México a través del pincel de Helen Bickham” para demostrar sus impresiones de México.

## Carrera

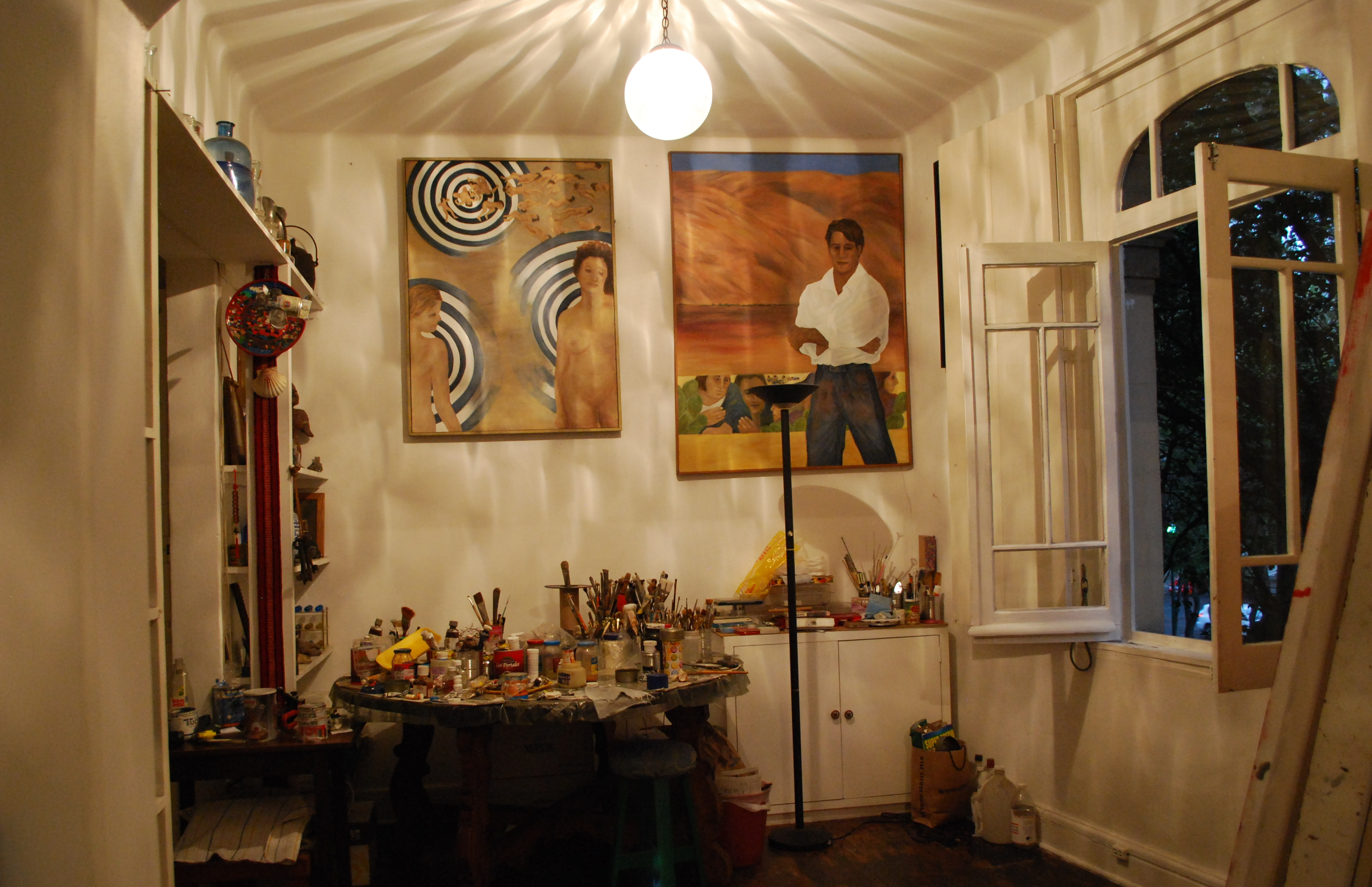
View of studio/apt in Colonia Roma

Su primera exposición la hizo en 1963, y su carrera realmente empezó en 1975 porque pudo dedicarse a la pintura completamente, sin hacer otro trabajo. Desde entonces, tiene más de setenta exposiciones individuales y participa en más de 300 colectivas, en ciudades en México como Ciudad de México, Monterrey, Acapulco y Puerto Vallarta, también en el extranjero: en EE. UU. Inglaterra, Escocia, Suiza, Argentina, y Canadá.
Sus exposiciones notables incluyen las de la Arts Association of the State of Indiana (1963), Galería May Brooks en la Ciudad de México (1965), Foreign Friends en Acapulco (1970), Thomas V. Robinson Galleries en Houston (1978) Pacific Design Center en Los Angeles (1980), Hotel Ritz-Carlton en Boston (1982), Howard Coron Collection en New York (1985), Zum Blauen Gallery en Winterthur, Suiza (1989), Galería de Arte Misrachi en la Ciudad de México (1995), Universidad Autónoma Metropolitana Casa de la Primera Impresora (1996), Museo de la Ciudad de Querétaro en Santiago de Querétaro (2003), Museo Ex Convento del Carmen en Guadalajara (2006), Galería Hecaro en la Ciudad de México (2007) y el Forum en Xalapa (2010).
Sus obras más notables son En el Jardín del Desierto, En su Mente, Hacia el Abismo, Llegando al Fin del Día, Cuatro Puntos y una serie de pinturas con el título de Cacería en el Norte.
Aparece en un libro sobre el arte mexicano contemporáneo de la Universidad de Texas, publicado en los años 60. Es aceptada como miembro del Salón de la Plástica Mexicana en 1997 y actualmente es miembro del Consejo.

## Estilo

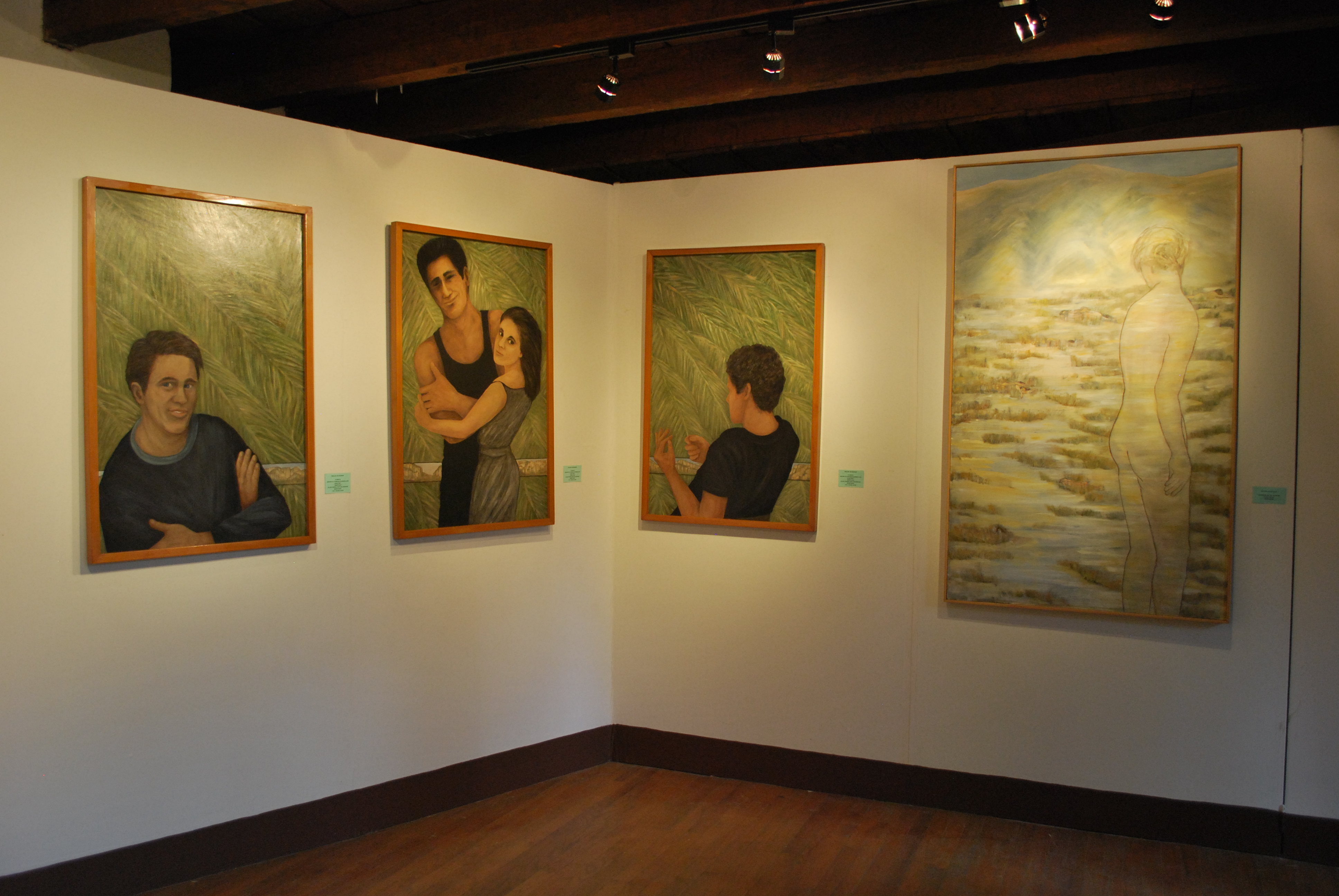
Paintings at the Valle de Bravo exhibit in 2012

Bickham trabaja con varios técnicas como acuarela, óleo, tinta, litografía, grabado y repujado. Generalmente crea obras de formatos medios y grandes con bases de tela, aglomerado y cartón (museum board). Pero también experimenta con medios mixtos como dibujos sobre wash y técnica mixta de pinta, dibujo y repujado, un ejemplo es "Palomas", que contiene palomas repujadas, que huyen de las manos de una mujer dibujado en una manera clásica o académica. Inicia y borra elementos de sus obras hasta estar satisfecha con la imagen. Dice que todas sus obras son "Un Proceso" mientras están en sus manos, por esta razón no pone fechas en las obras.
Sus imágenes se enfocan en la gente común, las que ve en su vida cotidiana. Dice que tienen menos reservaciones sobre sus emociones. Su arte es figurativo pero no son fotográficos, prefiere capturar un sentimiento que el sujeto. Sus obras de sus primeros años en México se enfocaron en imágenes muy características del país, como músicos en la calle, mujeres humildes inclinadas, ya sea lavando ropa en lavadero o en el metate moliendo maíz, hombre recolectando basura, gente en mercados tradicionales, campesinos, etc. Las figures en su obra más reciente plasma a personas de aspecto genérico occidentales, pudiendo ser estas de cualquier parte, en lugar de la clásica imagen que representa a mexicanos, pero los paisajes sí son de México. Se compara sus obras con las de Diego Rivera, Rafael Coronel y Marysole Wörner Baz.
El enfoque de sus obras no es representar personas o paisajes, es la introspección. Las figuras son anónimas, compuesta de varios elementos. Aparecen en primer plano y otros elementos en planos segundarios, generalmente un o dos paisajes. Las figuras en una obra puede ser un hombre o una mujer solos, una pareja o grupo de chicos, de personas que hacen cosas cotidianas como trabajar, jugar o solo existir. El escenario es común con nada diferente, pero muchas veces hay algo sobre las posiciones y/o expresiones de las figuras humanas que indica tensión. Helen indica que su meta es expresar las emociones interiores que tienen las personas cuando hacen cosas ordinarias. Describe sus obras como "Una ventana para mirar un instante de su vida" (inglés: "window on an instant"). Un ejemplo es en “El Jardín del Desierto”, tiene un hombre y una mujer al lado, pero separados por un maguey grande, indicando que no pueden relacionarse. En esa obra, como muchas otras, las figuras miran directamente al espectador, como si quisieran empezar una conversación. Sus obras son narrativas aunque la historia puede ser obscura. Generalmente, las historias tratan las relaciones, el aislamiento, la introspección y la readaptación. Dice que la meta de muchas obras es mostrar travesía, física o espiritual, representando el desarrollo personal.
Sus inspiraciones surgen de la observación de la gente común, una mirada o movimiento puede destacar y decide ella que puede atraer al mundo. Encuentra este tipo de inspiración en varios partes de México, tanto como en Escocia y Nueva York. Sus obras reflejan sus ideas filosóficas, que se derivan de sus experiencias de la vida como viajes, encuentros personales, etc. Retrata expresiones universales, que no necesitan referencias culturales. Dijo que "La emoción humana cruza todas las fronteras del mundo". La condición humana me interesa. Todos nosotros experimentamos muchas dificultades.
Porque las relaciones humana cambian, experimenta con dípticos y trípticos para que se puedan arreglar los dos o tres pinturas en varios arreglos. Todavía coinciden, pero en manera diferente.
Creó algunas obras relacionadas con eventos mundiales como la guerra de Bosnia, el levantamiento en Chiapas y los feminicidios en Ciudad Juárez, pero cree que los espectadores deben interpretar sus imágenes. Nunca retrata la violencia porque cree que no es fundamental a la naturaleza humana, la violencia es aberración.